# Megaspira elatior
Megaspira elatior é uma espécie de gastrópode terrestre neotropical da família Megaspiridae, nativa da América do Sul.

## Taxonomia
A espécie foi classificada por Spix, em 1827, na obra Testacea fluviatilia quae in itinere per Brasiliam annis MDCCCXVII-MDCCCXX [1817-1820] jussu et auspiciis Maximiliani Josephi I. Bavariae Regis augustissimi suscepto, collegit et pingenda curavit Dr. J. B. de Spix; posteriormente classificada como Megaspira ruschenbergiana por I. Lea in Jay, em 1836; um táxon agora sem validade. A denominação ruschenbergiana deve-se ao fato de que um exemplar desta espécie foi enviado para catalogação a Isaac Lea, denominador do gênero Megaspira, pelo Dr. Ruschenberger.

## Descrição da concha
M. elatior apresenta conchas em forma de torre alta e com muitas voltas (mais de 20) em sua espiral, daí provindo a denominação Megaspira, com até 6 cm de comprimento quando desenvolvidas. São caracterizadas por sua superfície dotada de finas e densas estrias de crescimento, falta de umbílico e lábio externo circular e fino, com 4 projeções em forma de calo na área da columela. A coloração é acastanhada, mais ou menos clara.

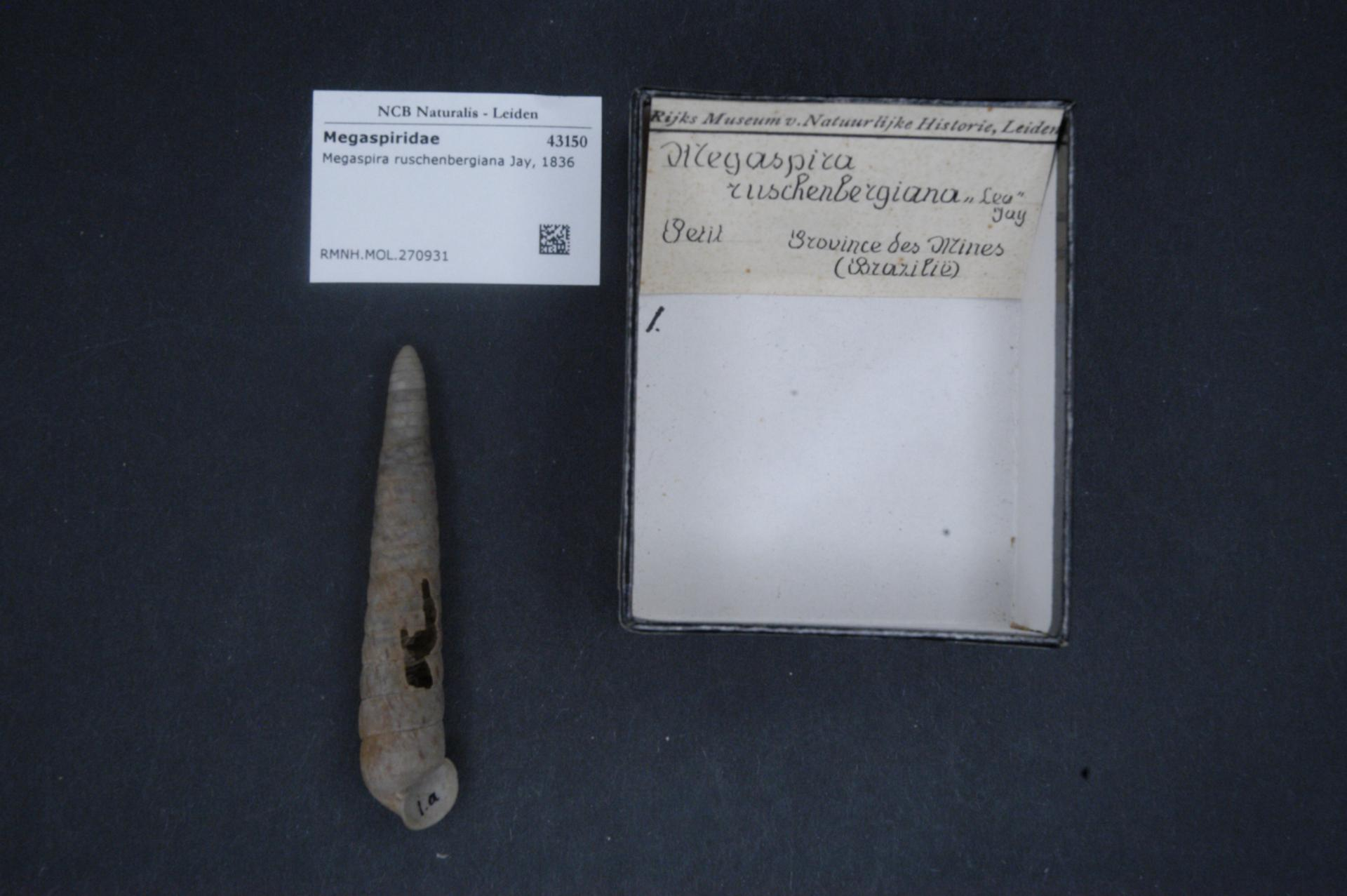
Concha quebrada de M. elatior (ainda com a não mais usual denominação M. ruschenbergiana), em um museu.

## Distribuição geográfica
Megaspira elatior é endêmica do Brasil, na América do Sul. Em seu livro Compendium of Landshells: A Full-Color Guide to More than 2.000 of the World's Terrestrial Shells, o autor R. Tucker Abott cita que esta espécie, ainda denominada M. ruschenbergiana, é conhecida apenas por antigos exemplares de coleção, talvez por 30 espécimes, e que sua procedência é o Rio de Janeiro, na região sudeste do Brasil.